# ساحة المعركة حيث يقول القمر أنني أحبك
ساحة المعركة حيث يقول القمر أنني أحبك هي عبارة عن قصيدة ملحمية مكونة من 15283 سطرًا لشاعر فرانك ستانفورد. نُشرت هذه القصيدة لأول مرة في عام 1977 على شكل كتاب مكون من 542 صفحة، حيث تتميز القصيدة بفقدانها لمقاطع أو أي مسافات افقيه تم تخطيها وايضاً علامات الترقيم.
عمل ستانفورد على المخطوطة لسنوات طويلة - حيث بدأ من سن المراهقة في الستينات  أو ربما حتى قبل سنوات المراهقة -  قبل نشره منشور مشترك من قبل مطبعة ميل ماونتن برس- دار النشر ستانفورد في أوائل ومنتصف السبعينيات- ولوست رودز - مطبعة ستانفورد الخاصة- في عام 1977. بعد أن توقف طبع الكتاب لعدة سنوات، أعيد نشر الكتاب بواسطة لوست رودس - تحت رئاسة التحرير التابعة لـرايت .س.د وفورست جيندر - في عام 2000؛ حيث كانت هذه الطبعة الثانية المصححة - المكونة من 383 صفحة والمزودة بأرقام الأسطر - قيد الطباعة، وقد أعادت الصحافة طبعها في عام 2008. هناك اعتقاد خاطئ شائع هو أن القصيدة المكونة من 15283سطرًا - كما هو واضح في طبعة عام 2000 - كانت في الواقع أكثر من 21000 سطر في الطبعة الأولى مما يشير إلى أن النصين مختلفان بالفعل، ولكن يبدو أن عدد الأسطر الأطول في طبعة عام 1977 هو مجرد نتيجة الحجم الثماني للورقة، مما يؤثر على العديد من الأسطر الطويلة حيث يتم كسرها اجباراً باستخدام المسافات البادئة.